# Rozjazd

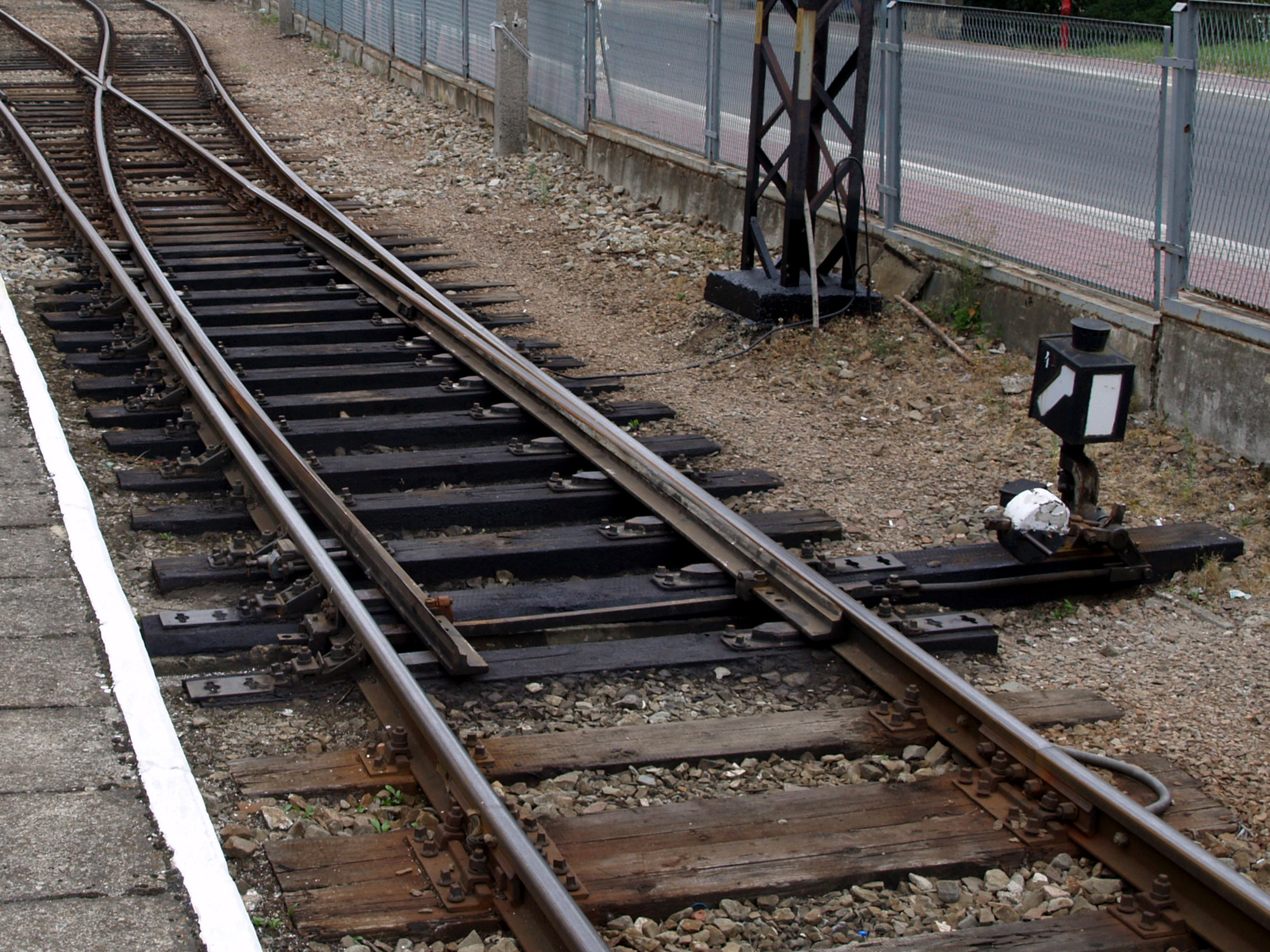
Rozjazd zwyczajny prawy

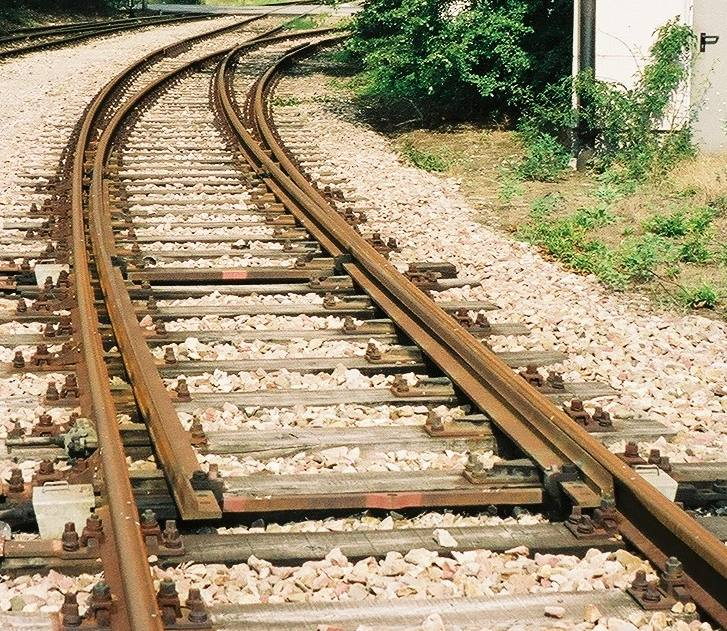
Rozjazd łukowy jednostronny

Rozjazd – konstrukcja z szyn umożliwiająca przejazd pojazdów szynowych z toru zasadniczego na tor zwrotny (odgałęźny) lub odwrotnie z określoną prędkością bez konieczności przerwania jazdy.

## Budowa rozjazdu
Podstawowymi elementami rozjazdu są zwrotnica, krzyżownica, kierownica, szyny łączące (w torze zasadniczym i zwrotnym) oraz urządzenia nastawcze.

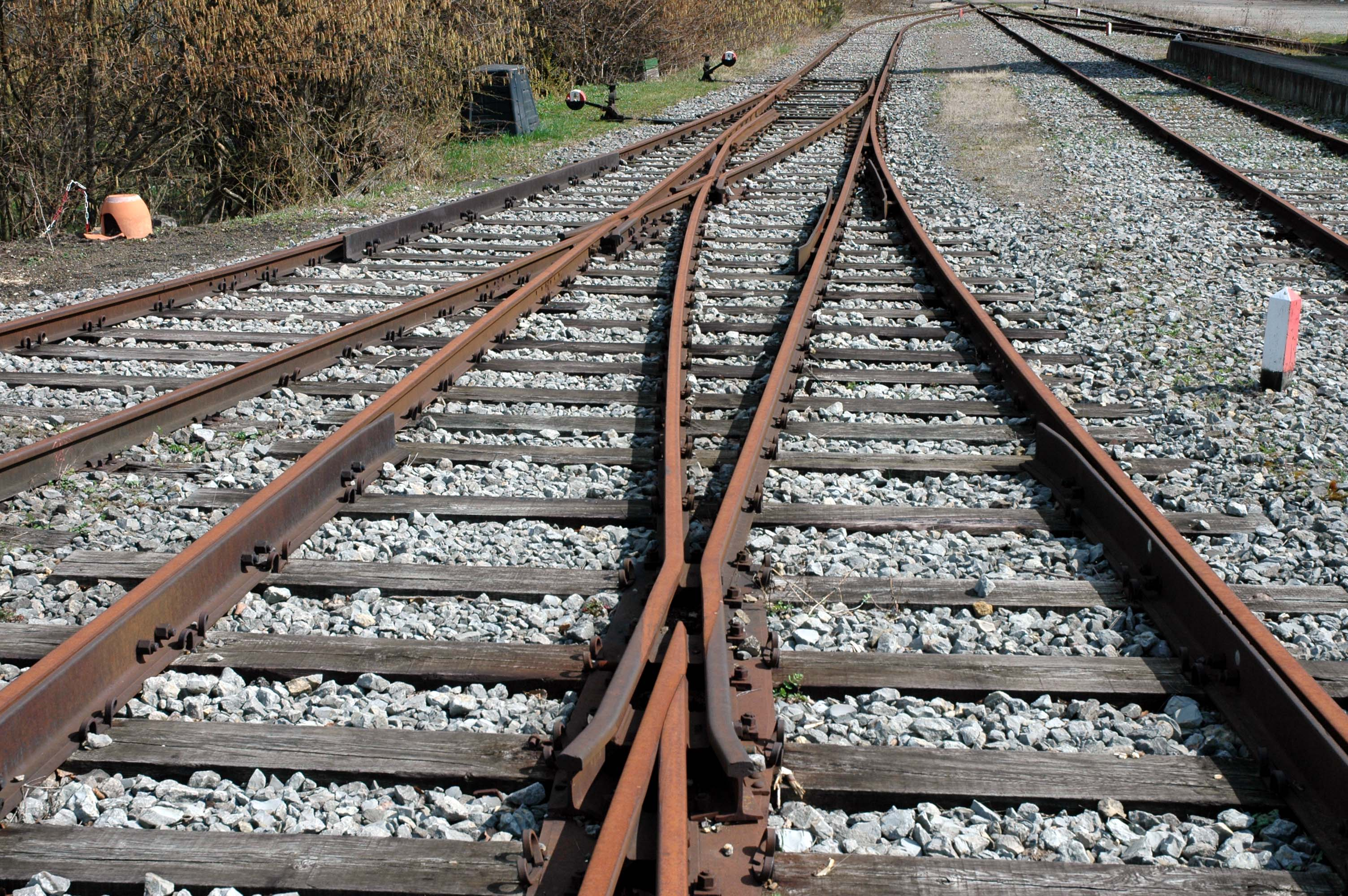
Rozjazd podwójny dwustronny prawy

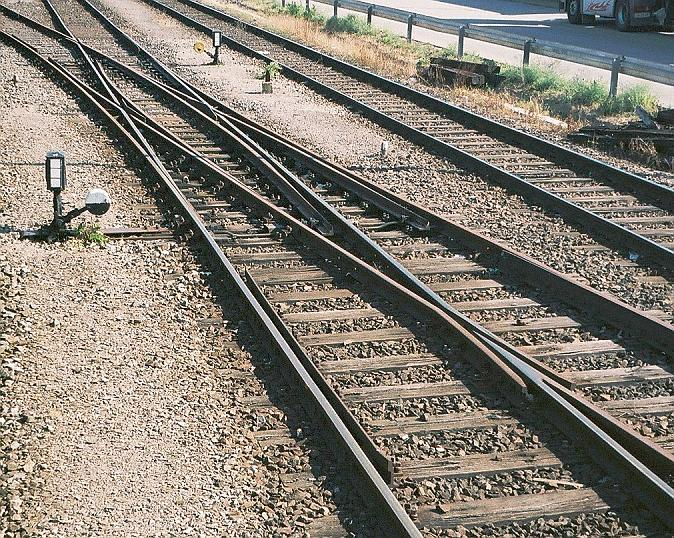
Rozjazd krzyżowy podwójny

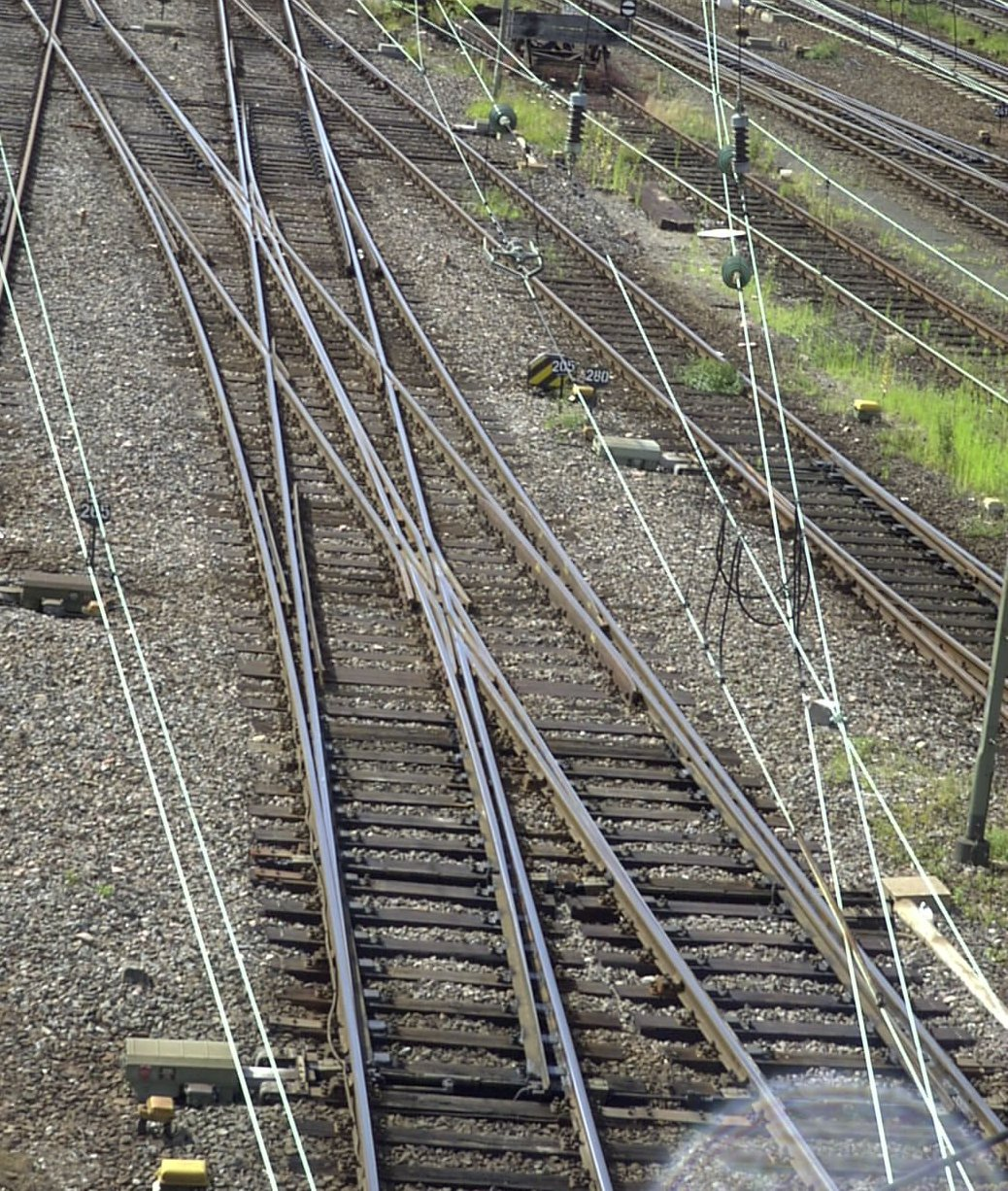
Rozjazd krzyżowy systemu Baeselera

Schemat rozjazdu z ruchomym dziobem

## Rodzaje rozjazdów
Rozjazdy dzielą się na:
- zwyczajne – rozgałęzienie na dwa tory[1][5], w zależności od kierunku mogą być prawo- lub lewostronne[6],
- podwójne – mające trzy kierunki jazdy – na wprost oraz na dwa odgałęzienia[4],
- krzyżowe – pojedyncze (mające trzy kierunki jazdy) i podwójne (mające cztery kierunki jazdy)[4],
- łukowe – oba tory mają kształt łuku kołowego, mogą być jednostronne, dwustronne lub symetryczne[6].

| rozjazd pojedynczy prawy lub lewy (na rysunku rozjazd prawy)            |                                                                                                |
| rozjazd podwójny jednostronny prawy lub lewy (na rysunku rozjazd prawy) | rozjazd podwójny dwustronny symetryczny lub niesymetryczny (na rysunku rozjazd niesymetryczny) |
| rozjazd krzyżowy pojedynczy                                             | rozjazd krzyżowy podwójny                                                                      |
| rozjazd łukowy jednostronny prawy lub lewy (na rysunku rozjazd prawy)   | rozjazd łukowy dwustronny symetryczny lub niesymetryczny (na rysunku rozjazd niesymetryczny)   |

Rozjazdy podwójne stanowią w rzeczywistości dwa zblokowane, występujące jeden po drugim rozjazdy zwyczajne (pojedyncze).
Rozjazdy trójdrożne z możliwością przejazdu w trzech kierunkach (zwykle na wprost, w lewo i w prawo) są w Polsce stosowane raczej rzadko z uwagi na skomplikowaną konstrukcję i awaryjność. Głównie stosuje się je tam, gdzie ograniczona przestrzeń nie pozwala na ułożenie dwóch zwrotnic jedna po drugiej lub ogranicza w jakiś sposób pracę i ruch ludzi i pojazdów poza torami, czyli np. w zakładach przemysłowych, na torach bocznych itp.
Rzadko spotyka się rozjazdy krzyżowe łukowe oraz rozjazdy krzyżowe systemu Baeselera, w którym łuki szyn w obrębie środkowego czworoboku (pomiędzy krzyżownicami) stykają się zewnętrznie.
Skrzyżowanie torów bez elementów zwrotnicowych nie jest rozjazdem. Występuje także skrzyżowanie torów kolejowych z tramwajowymi.

## Stosowane rozjazdy
Na torach stosuje się różne rozjazdy, na które wpływa typ szyny, promień łuku toru zwrotnego (długość) i skos (odchylenie).
Promień łuku toru zwrotnego (R) występuje w różnych wielkościach (w Polsce dla toru normalnego 1435 mm minimalny promień to 18 m, a maksymalny 2500 m). Długość i promień łuku toru zwrotnego rozjazdu wpływa na maksymalną prędkość przejazdu pociągu na inny tor – im większy rozmiar rozjazdu tym większa dopuszczalna prędkość przejazdu. Skos rozjazdu, w przypadku torowiska kolejowego, może wynosić od 1:4,8 do 1:26,5. Przy małych skosach pojazd szybciej przejeżdża przez rozjazd.
W Polsce stosuje się najczęściej rozjazdy o następujących parametrach:
- podwójne dwustronne, R=190 m, skos 1:6,6,
- zwyczajne, krzyżowe i podwójne jedno- i dwustronne R=190 m, skos 1:9,
- łukowe symetryczne, R=215 m, skos 1:4,8,
- zwyczajne, R=300 m, skos 1:9 (także w odmianie łukowanej, jedno- i dwustronne),
- łukowe symetryczne, R=380 m, skos 1:9,
- zwyczajne, R=500 m, skos 1:12 (także w odmianie łukowanej, jedno- i dwustronne),
- zwyczajne, R=1200 m, skos 1:18,5 (także w odmianie łukowanej, jedno- i dwustronne),
- zwyczajne, R=70 m, skos 1:5 – tylko na torach wąskich (prześwit 600, 750, 785 lub 1000 mm).

Ponadto na torach bocznych i wąskich można spotkać rozjazdy o mniejszych promieniach i większych skosach (np. krzyżowe R=150 m, skos 1:7; zwyczajne R=140 m, skos 1:7; R=150 m, skos 1:5 lub 1:7; R=190 m, skos 1:6,6 lub 1:7,5).
Przy jeździe na tor zwrotny lub z toru zwrotnego rozjazdu obowiązują (zazwyczaj) następujące ograniczenia prędkości:
- 130 km/h przy R=2500 m[12],
- 100 km/h przy R=1200 m,
- 80 km/h przy R=760 m,
- 60 km/h przy R=500 m,
- 40 km/h przy R=300 m lub R=190 m.

Prędkości jazdy po rozjazdach łukowych zależą od promienia łuku toru zwrotnego powstającego w wyniku łukowania rozjazdu.
Dla zapewnienia prędkości maksymalnej powyżej 160 km/h (przy jeździe na wprost) często stosowane są nowoczesne rozjazdy z ruchomym dziobem krzyżownicy (rozjazdy tego typu mają R=500 m, 760 m lub 1200 m o skosach odpowiednio 1:12, 1:14 i 1:18,5). Dla dużych prędkości należy też stosować napędy zwrotnicowe o sile nastawczej przekraczającej 7 kN.
Na liniach tramwajowych podczas remontów ponadto korzysta się z rozjazdów nakładkowych.